# Sorbonne Artgallery
Sorbonne Artgallery est une galerie d'art contemporain, créée en 2016 par le centre de recherches Art&Flux de l'Université Panthéon-Sorbonne. Elle est située au sein de l'université à Paris.

## Description
La Sorbonne ArtGallery est créée en 2016 par le centre de recherches Art&Flux de l'Université Panthéon-Sorbonne, dirigé par Yann Toma. La Sorbonne ArtGallery est un lieu consacré à la recherche-création. Ses expositions sont en lien directes avec les thèmes de recherche du centre de recherche.
La Sorbonne ArtGallery lance un programme de recherche Art-Sciences animé par Iglika Christova. Il s'agit de croiser des artistes avec le monde de la recherche afin de diffuser les interactions entre art plastique et science. C'est dans ce contexte que la plasticienne Félicie d'Estienne d'Orves est invitée à montrer son travail en 2017. La recherche en astrophysique est au cœur de son travail.
En 2019, la Sorbonne ArtGallery présente en collaboration avec l'Université Columbia le travail de Tomas Vu.